# Isobel Lambot
Pour les articles homonymes, voir Lambot.
Isobel Lambot, née Birch, le 22 juillet 1926 à Birmingham et morte le 2 juillet 2001 à Kington, est un auteur britannique de roman policier. Elle a signé un titre sous le pseudonyme Daniel Ingham, des récits sentimentaux et des romans historiques sous celui de Mary Turner et de courts textes destinés à des périodiques sous celui de Meriel Rees.

## Biographie
Après des études supérieures amorcées à l’Université de Liverpool, elle sert dans la Women’s Royal Air Force pendant la Deuxième Guerre mondiale. Démobilisée, elle reprend ses études à l’Université de Birmingham et obtient un certificat en enseignement. Elle exerce ensuite divers petits métiers : professeur, vendeuse, cuisinière, secrétaire et gestionnaire.  En 1958, elle revient à l’enseignement. Le 19 décembre 1959, elle épouse Maurice Edouard Lambot, un ingénieur belge, qu’elle accompagnera dans ses déplacements professionnels en Extrême-Orient, en Afrique, en Europe et dans les Caraïbes.
Bien qu’elle se passionne pour l’écriture depuis son adolescence, elle n’amorce sa carrière littéraire qu’en 1966 avec Taste of Murder, un roman policier, et Perilous Love, un roman d’amour signé du pseudonyme de Mary Turner, le nom de jeune fille de sa mère.  Ses nombreux séjours à l’étranger lui permettent de varier le cadre des quelque vingt romans policiers qu'elle publie entre 1966 et 1992, tout comme de ses nouvelles et romans historiques sentimentaux parus sous le nom de Mary Turner.
Dans les années 1970, elle enseigne la création littéraire et devient membre de la Crime Writers' Association. À la mort de son époux, elle s’installe dans le Herefordshire.
Atteinte de la maladie d’Alzheimer dans les années 1990, elle s’échappe un jour de l’établissement où elle a été placée, ce qui donne lieu à un important déploiement de policiers et de bénévoles pour la retrouver. Son corps est finalement retrouvé, sans vie, au pied d’un arbre de la forêt de Yeld Wood, près de Kington, le 2 juillet 2001.

## Œuvre

### Romans

#### Signés Isobel  Lambot
- Taste of Murder (1966)
- Deadly Return (1966)
- Dangerous Refuge (1966)
- Shroud of Canvas (1967)
- Danger Merchant (1968)
- The Queen Dies First (1968)
- Killer’s Laughter (1968)
- Let the Witness Die (1969)
- Point of Death (1969)
- Come Back and Die (1972)
- Watcher on the Shore (1972) Publié en français sous le titre Une ombre sur la plage, Paris, Librairie des Champs-Élysées, Le Masque no 1263, 1973
- Grip of Fear (1974)
- The Identity Trap (1978)
- Past Tense (1979)
- Rooney’s Gold (1984)
- Still Waters Run Deadly (1987)
- Blood Ties (1987)
- Bloody Festival (1991)
- The Flower of Violence (1992)

#### Signés Mary Turner
- Perilous Love (1966)
- The Justice Hunt (1975)
- So Bright a Lady (1977), roman historique
- Runaway Lady (1980), roman historique Publié en français sous le titre Le Roman de Corinne, Paris, Éditions mondiales, coll. Delphine no 461, 1981

#### Signé David Ingham
- Contract for Death (1972)

### Nouvelles signées Mary Turner
- One of the Family (1958)
- Well, I Never! (1958)
- Spirit Levellers (1958)
- Sweeping Beauty (1959)
- Success Story (1960)
- The Catalyst (1963)
- Sea Dog Story (1964)
- A Place to Stay Forever (1975)

### Autre publication
- How to Write Crime Novels (1992)

## Sources
- Jacques Baudou et Jean-Jacques Schleret, Le Vrai Visage du Masque, vol. 1, Paris, Futuropolis, 1984, 476 p. (OCLC 311506692), p. 273-274.